# Plethodon metcalfi
Espèce
Synonymes
- Plethodon clemsonae Brimley, 1927
- Plethodon shermani rabunensis Pope & Hairston, 1948
- Plethodon shermani melaventris Pope & Hairston, 1948

Statut de conservation UICN

 LC  : Préoccupation mineure
Plethodon metcalfi est une espèce d'urodèles de la famille des Plethodontidae.

## Répartition
Cette espèce est endémique du sud des Appalaches aux États-Unis. Elle se rencontre dans les comtés de Haywood et de Macon dans l'ouest de la Caroline du Nord, dans le comté d'Oconee dans l'Ouest de la Caroline du Sud et dans le comté de Rabun le Nord-Est de la Géorgie,.

## Étymologie
Cette espèce est nommée en l'honneur de Zeno Payne Metcalf.

## Publication originale
- Brimley, 1912 : Notes on the salamanders of the North Carolina mountains, with descriptions of two new forms. Proceedings of the Biological Society of Washington, vol. 25, p. 135-140 (texte intégral).